# Calathus oertzeni
Calathus oertzeni is een keversoort uit de familie van de loopkevers (Carabidae). De wetenschappelijke naam van de soort is voor het eerst geldig gepubliceerd in 1988 door Jeanne & F. Battoni.